# 4075-ös busz
A 4075-ös jelzésű autóbuszvonal Kazincbarcika / Berente, Felsőnyárád és Aggtelek között húzódik, amelyet a MÁV Személyszállítási Zrt. üzemeltet.

## Útvonala
A Borsod-Abaúj-Zemplén megyei Kazincbarcika autóbusz-állomásáról indul. Útját az Egressy Béni úton kezdi el, majd az Építők útján a városi kórház irányába tart. A 2024-ben életbelépett kazincbarcikai helyijárat-csökkentés által kettő járat a kazincbarcikai vasútállomást is érinti, ott kettő Ózd felőli vonatra csatlakozást adva. Onnan később a Jószerencsét úton közlekedik egészen a Sajókazinc területén fekvő temetőjéig, utána az egykori Borsodi Vegyi Kombinát, mai nevén BorsodChem Zrt. nevet viselő vegyipari létesítmény mentén kialakított Szent Flórián téri buszállomáson is megáll. Ide csatlakoznak be az egykor meghatározó szerepeket betöltő, mára már inkább régről megmaradt szokásként induló berentei bányagépjavító üzemi járatok, melyek a 26-os főúton közlekednek a BorsodChem egységei mellett. A buszvárót követően Kazincbarcikát Múcsony irányába, a Miskolc–Bánréve–Ózd-vasútvonal keresztezése után hagyja el.
A 2606-os mellékúton áthalad a Sajó folyón, később a 2023 decemberében átadott Sajószentpéter és Berente települések elkerülőútjaként szolgáló 260-as főút becsatlakozik a köznyelvben Szelesaknaként nevezett területre. Eképpen ér be első községébe, Múcsonyba, ahol a Bartók Béla úton közlekedik Alberttelep nevezetű felébe. A Szuha-patak völgyében elhagyja a Rudabánya irányába közlekedő buszokat és a majd két évtizede nem üzemelő Kazincbarcika–Rudabánya-vasútvonalat is a Szuhakálló-Múcsony megállóhelynél. Ezen a ponton hajt be a Múcsonnyal összenőtt Szuhakállóba, de nemsokkal később a hosszában nagy helyen elterülő Kurityánban tartózkodik. A régióban jelentősek voltak a bányászati munkálatok, melyet több bányató, műemlék, feltárt kellék is bizonyít, Kurityán és Felsőnyárád közelében egész hegységeken látszik az ipar nyoma, néhol mai napig űznek ehhez hasonló tevékenységeket. Felsőnyárádon belül ágaznak el a zádorfalvai és szuhafői 4070-es járatok, 2024 nyaráig innen jöttek a 4188-as buszok is, valamint bekötőút van Sajókazának is, de arra busz innen nem megy.
A továbbiakban a lapos és a lankásabb dombságok választóvonalán kanyarog, mint ahogy Felsőkelecsény határán át, hiszen járatos busz a központi belterületén soha nem ment át, csak az elágazásában tesz megállást, így a közút menti és ahhoz közeli lakóknak kedvez. A vele szomszédos Zubogy településen kettő úton közlekedik, egyik része mindössze egy kis részét érinti a községnek, másik része elágazik a sűrűn lakott pontjaiba, iskolájához, templomához, boltjához. A vonal 26. kilométerén érkezik a vonal felezőpontjához, Ragályba, a legtöbb busz csak eddig közlekedik. A településről már elérhető a Putnoki-dombság és a Sajó-völgy is, mint ahogy Zádorfalva, Putnok, Bánréve és Ózd is, valamint hétvégén ebben az irányban Budapesttel is összekötött.

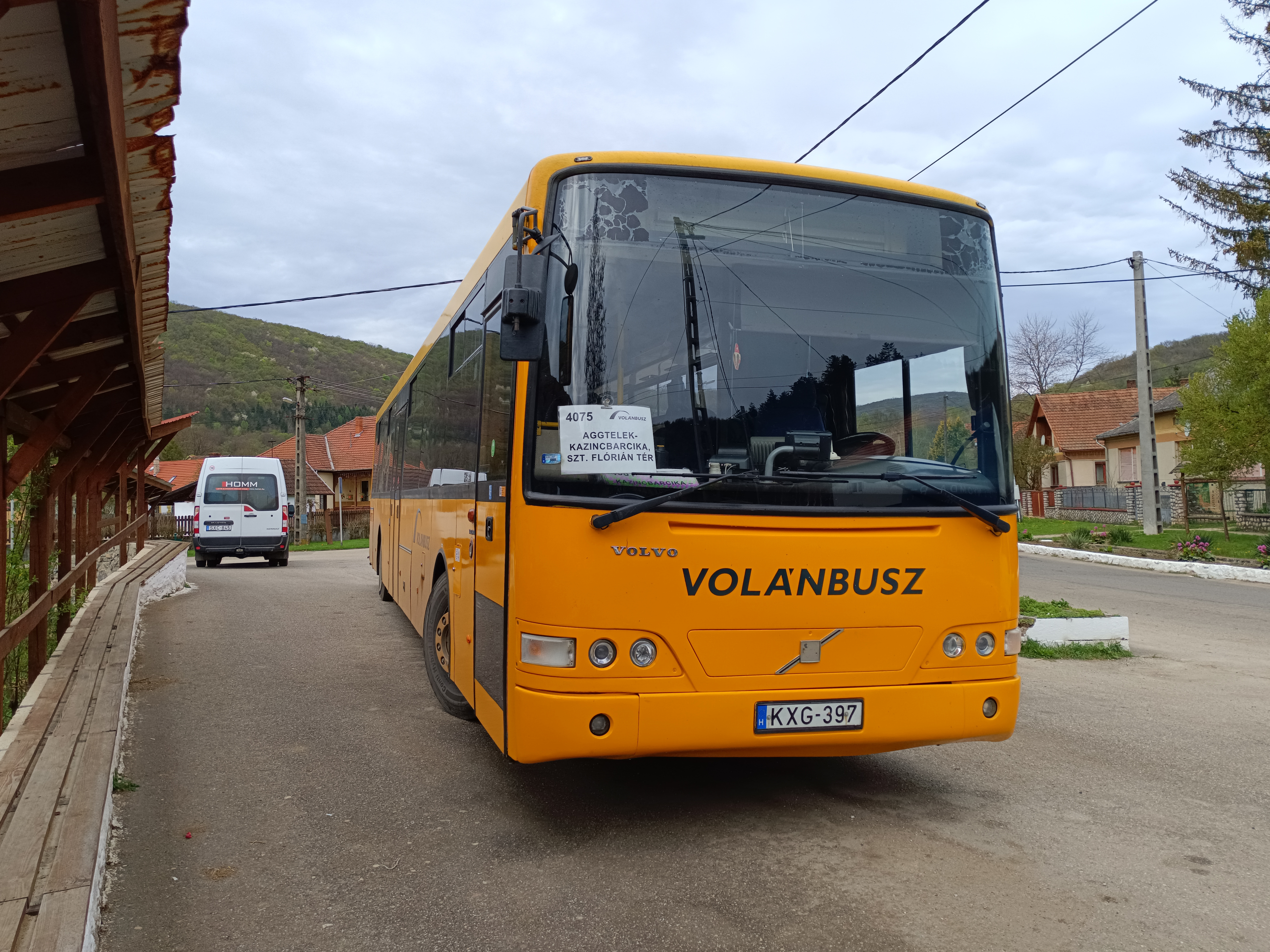
Jósvafőn alvó Alfabusz

A 4075-ös buszok jelentős részt vesznek ki a dombságok között megbúvó törpefalu, Imola tömegközlekedésében, hiszen a nap folyamán több busz is kitér ide, melyek szinte csak 4075-ös jelzés alatt vannak jelen. Közeledve a szlovákiai országhatárhoz még Trizs festői szépségű belsejét, valamint a vendégházak tömkelegét keresztezi az előtt, hogy az Aggteleki Nemzeti Park területén tartózkodna, és be nem érne Aggtelekre, a vonal végállomására.

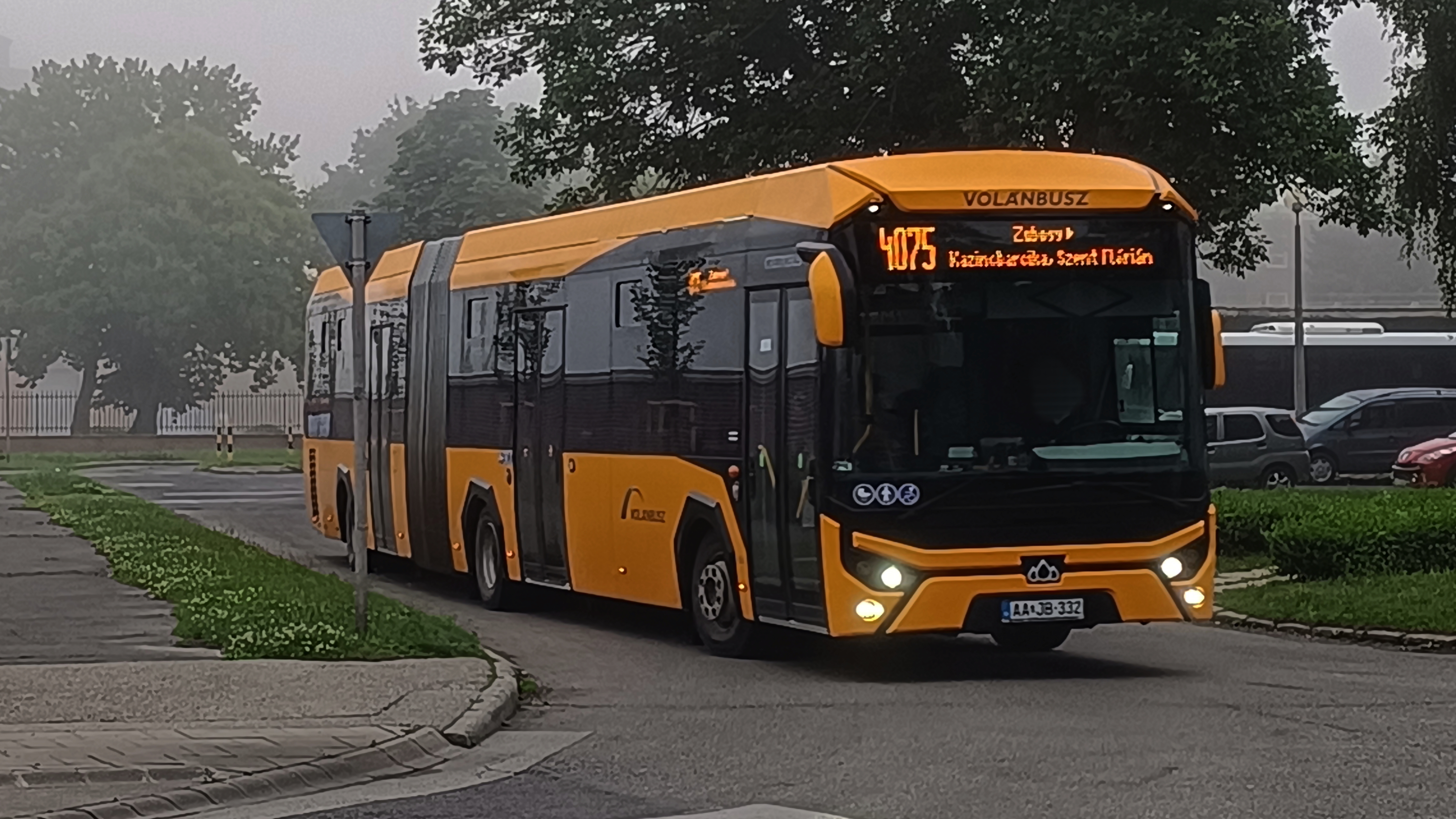
Hétköznaponta Zubogyról indul többletjárat

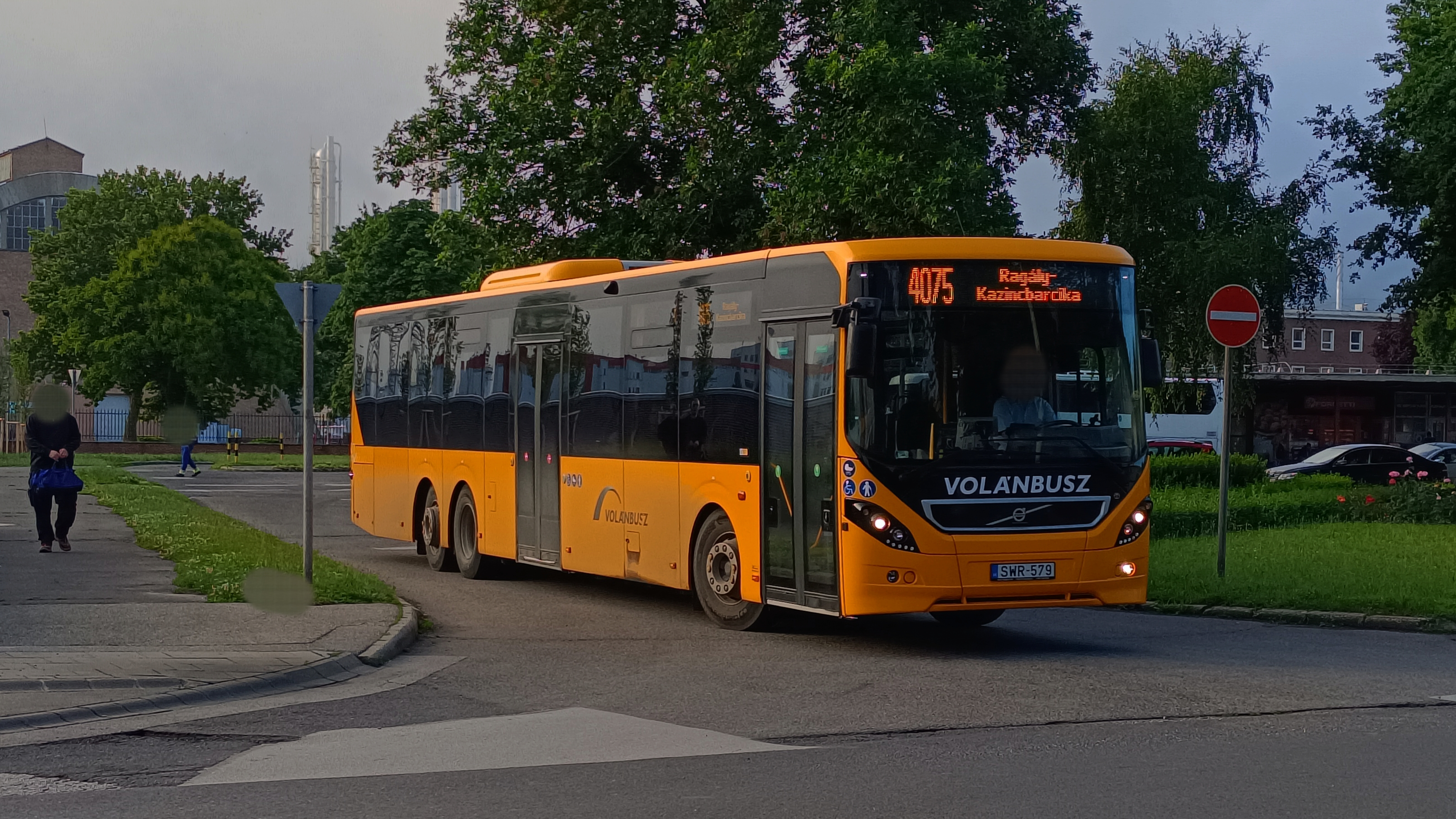

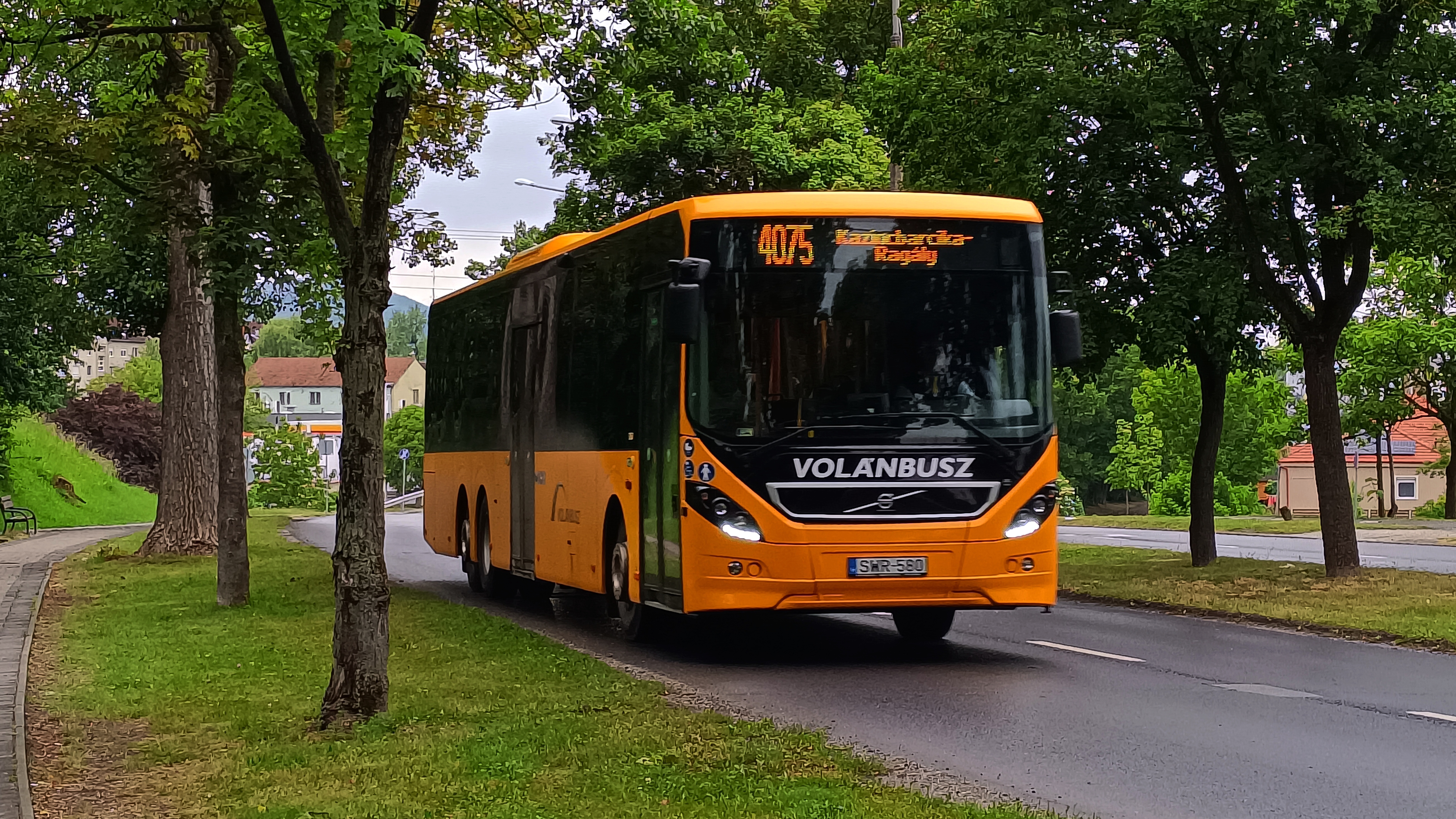
A 2021-ben érkezett Volvo 8900-asok kettő darabja Ragálynak ingázik

## Közlekedése
Indításai minden nap történnek, sűrű jelleggel. Legtöbb indítása Kazincbarcika és Ragály között van jelen hétköznapokon, hétvégén jellemzőek az Aggtelekig elközlekedő autóbuszok. A berentei Bányagépjavító és Aggtelek között mindössze egy járatpár indul közvetlenül, különben szükséges az átszállás. Emellett jónéhány járata csak a Szent Flórián tértől, valamint eddig közlekedik.
Emellett Kazincbarcika és Aggtelek között az 1054-es buszok, a 4078-as és a 4079-es buszok kínálnak eljutást. Majd Múcsonytól Ragályig a 3774-es járatok is, melyek így Miskolc és Ragály között átszállásmentes összeköttetést hoznak létre.

### Járművek
A teljes vonalon a szóló autóbuszok vannak többségben, de emellett Ragályig csuklós járművek is fellelhetőek, ezek legtöbbje Credo Econell 18 Next típusú busz. Szólóként a Credo Econell 12, Ikarus E127 és E134, Mercedes-Benz Intouro és Volvo 8900 buszok képviseltetik maguk.
- az NML-984 rendszámú Irisbus Crossway,
- az NML-991 rendszámú Irisbus Crossway,
- az NZM-437 rendszámú Credo Econell 12,
- az RTR-832 rendszámú Credo Econell 12,
- az RTR-833 rendszámú Credo Econell 12,
- az RTR-837 rendszámú Credo Econell 12,
- az RTR-838 rendszámú Credo Econell 12,
- az RTR-840 rendszámú Credo Econell 12,
- az SSM-531 rendszámú Credo Econell 12,
- az SWR-579 rendszámú Volvo 8900,
- az SWR-580 rendszámú Volvo 8900,
- az AAJB-329 rendszámú Credo Econell 18 Next,
- az AAJB-331 rendszámú Credo Econell 18 Next,
- az AAJB-332 rendszámú Credo Econell 18 Next autóbuszok.

| Viszonylat                                           | Indításszám     | Közlekedési rend          |
| ---------------------------------------------------- | --------------- | ------------------------- |
| Kazincbarcika, aut. áll. – Zubogy, isk.              | 1 pár           | munkanapokon              |
| Kazincbarcika, aut. áll. – Ragály, aut. ford.        | 5 oda, 6 vissza | munkanapokon              |
| Kazincbarcika, aut. áll. – Ragály, aut. ford.        | 3 oda, 4 vissza | szabadnapokon             |
| Kazincbarcika, aut. áll. – Ragály, aut. ford.        | 3 pár           | munkaszüneti napokon      |
| Kazincbarcika, aut. áll. – Aggtelek, aut. vt.        | 2 oda, 3 vissza | tanítási napokon          |
| Kazincbarcika, aut. áll. – Aggtelek, aut. vt.        | 2 oda, 4 vissza | tanszünetben munkanapokon |
| Kazincbarcika, aut. áll. – Aggtelek, aut. vt.        | 2 pár           | szabadnapokon             |
| Kazincbarcika, aut. áll. – Aggtelek, aut. vt.        | 1 pár           | munkaszüneti napokon      |
| Berente, Bányagépjavító üzem – Aggtelek, aut. vt.    | 1 pár           | munkanapokon              |
| Kazincbarcika, Szt. Flórián tér ➝ Ragály, aut. ford. | 1 oda           | tanítási napokon          |
| Kazincbarcika, Szt. Flórián tér ➝ Ragály, aut. ford. | 1 oda           | szabadnapokon             |
| Kazincbarcika, Szt. Flórián tér – Aggtelek, aut. vt. | 1 oda, 2 vissza | tanítási napokon          |
| Kazincbarcika, Szt. Flórián tér – Aggtelek, aut. vt. | 2 pár           | tanszünetben munkanapokon |
| Kazincbarcika, Szt. Flórián tér – Aggtelek, aut. vt. | 3 oda, 2 vissza | szabadnapokon             |
| Kazincbarcika, Szt. Flórián tér – Aggtelek, aut. vt. | 3 pár           | munkaszüneti napokon      |
| Felsőnyárád, dövényi elág. – Aggtelek, aut. vt.      | 1 pár           | tanítási napokon          |
| Zubogy, isk. ➝ Ragály, aut. ford.                    | 1 oda           | munkanapokon              |
| Ragály, aut. ford. – Imola, kh.                      | 1 pár           | munkanapokon              |

## Megállóhelyei
| 0                                                                                  | Kazincbarcika, autóbusz-állomás végállomás                               | 0.0 km  | 3, 9 1054 3408, 3756, 3763, 3764, 3765, 3766, 3767, 3770, 3772, 3773, 4040, 4041, 4043, 4046, 4047, 4048, 4050, 4052, 4057, 4059, 4060, 4065, 4066, 4069, 4070, 4080, 4082, 4083, 4084, 4154                                                  |
| 1                                                                                  | Kazincbarcika, Ifjúmunkás tér                                            | 0.8 km  | 3 3408, 3756, 3763, 3764, 3765, 3770, 3772, 3773, 4040, 4041, 4043, 4044, 4047, 4048, 4050, 4052, 4057, 4059, 4060, 4065, 4066, 4069, 4070, 4080, 4082, 4083, 4084, 4153                                                                      |
| 2                                                                                  | Kazincbarcika, kórház                                                    | 1.2 km  | 3 1054 3408, 3756, 3763, 3764, 3765, 3770, 3772, 3773, 4040, 4041, 4043, 4044, 4047, 4048, 4050, 4052, 4057, 4059, 4060, 4065, 4066, 4069, 4070, 4080, 4082, 4083, 4084, 4153                                                                 |
| 3                                                                                  | Kazincbarcika, városháza                                                 | 1.6 km  | 3 1369, 1384, 1410, 1411 3756, 3763, 3764, 3765, 3770, 3772, 3773, 4040, 4041, 4043, 4044, 4047, 4048, 4050, 4052, 4059, 4063, 4065, 4067, 4069, 4070, 4080, 4082, 4083, 4084                                                                 |
| Munkanapokon 2 járat által érintett.                                               |                                                                          |         | |
| ∫                                                                                  | Kazincbarcika, Márka ABC                                                 | ∫       | 3 1054 4048, 4070, 4080, 4083 |
| ∫                                                                                  | Kazincbarcika, Vasút utca 1.                                             | ∫       | 3 4048, 4070, 4080, 4083 |
| ∫                                                                                  | Kazincbarcika vasútállomás                                               | ∫       | 3 4048, 4070, 4080, 4083 expresszvonat, személyvonat – Kazincbarcika (92) |
| ∫                                                                                  | Kazincbarcika, Vasút utca 1.                                             | ∫       | 3 4048, 4070, 4080, 4083 |
| ∫                                                                                  | Kazincbarcika, Márka ABC                                                 | ∫       | 3 1054 4048, 4070, 4080, 4083 |
| 4                                                                                  | Kazincbarcika, központi iskola                                           | 2.0 km  | 3756, 3763, 3764, 3765, 3770, 3772, 3773, 4040, 4041, 4043, 4044, 4047, 4048, 4050, 4052, 4059, 4063, 4065, 4067, 4069, 4070, 4080, 4082, 4083, 4084                                                                                          |
| 5                                                                                  | Kazincbarcika, temető                                                    | 2.7 km  | 3756, 3763, 3764, 3765, 3766, 3767, 3770, 3772, 3773, 4040, 4043, 4041, 4044, 4046, 4047, 4048, 4050, 4052, 4059, 4063, 4065, 4066, 4067, 4069, 4070, 4080, 4082, 4083, 4084                                                                  |
| Munkanapokon 2 járat által érintett.                                               |                                                                          |         | |
| ∫                                                                                  | Berente, Bányagépjavító üzem végállomás                                  | ∫       | 3756, 3763, 3764, 3765, 3770, 3773, 4045, 4046, 4048, 4049, 4050, 4052, 4058, 4061, 4062, 4063, 4067, 4070, 4082 |
| ∫                                                                                  | Berente, PVC gyár bejárati út                                            | ∫       | 1369, 1384, 1410, 1411 3756, 3763, 3764, 3765, 3766, 3767, 3769, 3770, 3773, 4045, 4046, 4047, 4048, 4050, 4052, 4058, 4061, 4062, 4063, 4067, 4070, 4081, 4082                                                                               |
| ∫                                                                                  | Kazincbarcika, BorsodChem IV. kapu                                       | ∫       | 1369, 1384 3756, 3763, 3764, 3765, 3770, 3773, 4045, 4046, 4047, 4048, 4050, 4052, 4058, 4061, 4062, 4063, 4067, 4070, 4081, 4082 |
| ∫                                                                                  | Kazincbarcika, Volán-telep                                               | ∫       | 3756, 3763, 3764, 3765, 3770, 3773, 4045, 4046, 4047, 4048, 4050, 4052, 4058, 4061, 4062, 4063, 4067, 4070, 4081, 4082 |
| 6                                                                                  | Kazincbarcika, Szent Flórián tér autóbusz-váróterem vonalközi végállomás | 3.6 km  | 1054, 1369, 1384, 1410, 1411 3756, 3763, 3764, 3765, 3766, 3767, 3769, 3770, 3772, 3773, 4040, 4041, 4043, 4044, 4045, 4046, 4047, 4048, 4050, 4052, 4059, 4061, 4063, 4065, 4066, 4067, 4069, 4070, 4079, 4080, 4081, 4082, 4083, 4084, 4194 |
| 7                                                                                  | Kazincbarcika, VGV telep                                                 | 4.3 km  | 3769, 3772, 4040, 4041, 4043, 4044, 4069, 4070, 4078, 4079, 4080, 4081, 4082, 4083, 4084 |
| 8                                                                                  | Szeles IV. akna                                                          | 6.0 km  | 3772, 4040, 4041, 4043, 4044, 4069, 4070, 4078, 4079, 4080, 4081, 4082, 4083, 4084 |
| 9                                                                                  | Múcsony, kazincbarcikai elágazás                                         | 7.4 km  | 3769, 3772, 4040, 4041, 4043, 4044, 4069, 4070, 4078, 4079, 4080, 4081, 4082, 4083, 4084 |
| 10                                                                                 | Múcsony (Alberttelep), kultúrház                                         | 8.2 km  | 3769, 3774, 4069, 4070, 4078, 4079, 4080, 4081, 4082, 4083, 4084, 4095 |
| 11                                                                                 | Szuhakálló-Múcsony vasútállomás, bejárati út                             | 8.7 km  | 1054 3774, 4069, 4070, 4078, 4079 |
| 12                                                                                 | Winterbánya                                                              | 9.8 km  | 3774, 4070, 4078, 4079 |
| 13                                                                                 | Kurityán, újtelep                                                        | 10.9 km | 3774, 4070, 4078, 4079 |
| 14                                                                                 | Kurityán, autóbusz-váróterem                                             | 11.6 km | 3774, 4070, 4078, 4079 |
| 15                                                                                 | Kurityán, habselyemgyár                                                  | 12.2 km | 4070, 4078, 4079 |
| 16                                                                                 | Kurityán, egészségház                                                    | 12.6 km | 3774, 4070, 4078, 4079 |
| 17                                                                                 | Kurityán, községháza                                                     | 13.3 km | 1054 3774, 4070, 4078, 4079 |
| 18                                                                                 | Kurityán, fűszerbolt                                                     | 13.9 km | 3774, 4070, 4078, 4079 |
| 19                                                                                 | Felsőnyárád, dövényi elágazás vonalközi végállomás                       | 15.7 km | 1054 3774, 4070, 4078, 4079 |
| 20                                                                                 | Felsőnyárád, iskola                                                      | 15.9 km | 3774, 4070, 4078, 4079 |
| 21                                                                                 | Felsőnyárád, autóbusz-váróterem                                          | 16.6 km | 3774, 4070, 4078, 4079 |
| 22                                                                                 | Felsőkelecsény, bejárati út                                              | 19.5 km | 1054 3774, 4078, 4079 |
| 23                                                                                 | Felsőkelecsény, állami gazdaság                                          | 20.0 km | 3774, 4078, 4079 |
| 24                                                                                 | Zubogy, bejárati út                                                      | 21.2 km | 3774, 4079 |
| Tanítási napokon 10; tanszünetben munkanapokon 8; hétvégén 6 járat által érintett. |                                                                          |         | |
| ∫                                                                                  | Zubogy, bejárati út (↓) Zubogy, Ságvári Endre utca 22. (↑)               | ∫       | 3774, 4078, 4079 |
| Tanítási napokon 11; tanszünetben munkanapokon 9; hétvégén 6 járat által érintett. |                                                                          |         | |
| ∫                                                                                  | Zubogy, iskola vonalközi végállomás                                      | ∫       | 4078, 4079 |
| 25                                                                                 | Zubogy, posta vonalközi végállomás                                       | 22.2 km | 1054 3774, 4078, 4079, 4188 |
| 26                                                                                 | Csemetekert                                                              | 24.2 km | 3774, 4078, 4079 |
| 27                                                                                 | Nyolcrendestanya                                                         | 25.2 km | 3774, 4078, 4079 |
| 28                                                                                 | Ragály, Kossuth utca 89.                                                 | 26.2 km | 3774, 4078, 4079 |
| 29                                                                                 | Ragály, autóbusz-forduló vonalközi végállomás                            | 26.9 km | 1034, 1054 3774, 4078, 4079, 4104, 4140 |
| Tanítási napokon 3; tanszünetben munkanapokon 5; hétvégén 2 járat által érintett.  |                                                                          |         | |
| ∫                                                                                  | Imola, községháza vonalközi végállomás                                   | ∫       | 3774, 4078, 4079 |
| 29                                                                                 | Ragály, autóbusz-forduló vonalközi végállomás                            | 26.9 km | 1034, 1054 3774, 4078, 4079, 4104, 4140 |
| 30                                                                                 | Trizs, alsó                                                              | 29.7 km | 4078, 4079, 4104, 4140 |
| 31                                                                                 | Trizs, községháza                                                        | 30.1 km | 1034, 1054 4078, 4079, 4104, 4140 |
| 32                                                                                 | Aggtelek, Kossuth utca barlang bejárati út                               | 36.1 km | 1034, 1054 4078, 4079, 4081, 4104, 4125, 4140 |
| 33                                                                                 | Aggtelek, autóbusz-váróterem végállomás                                  | 36.7 km | 1034, 1054 4078, 4081, 4104, 4125, 4140 |